# Machtafstand
Machtafstand is een sociologische term, ontwikkeld door Geert Hofstede, die moet aangeven hoe groot de afstand is tussen machthebbers en ondergeschikten. In egalitaire samenlevingen en organisaties is de machtafstand klein, in een autocratie erg groot.
Een verwante term is hiërarchie.

## Machtafstandtheorie
Mauk Mulder heeft een theorie ontwikkeld over machtsafstand. Volgens de theorie willen mensen de machtsafstand tot elkaar verkleinen of vergroten.
Mulders eerste stelling luidt dat machtsuitoefening leidt tot genoegen. Het vervult dus een autonome menselijke behoefte.
Een volgende stelling is dat wie macht heeft, de machtafstand ten aanzien van minder machtigen wil behouden of vergroten. Dat impliceert dat mensen ertoe neigen neer te kijken op personen met minder macht. Bovendien stelt Mulder dat de tendens om die afstand te vergroten sterker wordt, naarmate de machtsafstand tot die personen groter is.
Ten slotte stelt Mulder dat mensen ernaar streven de machtsafstand tot hen die méér macht hebben te verkleinen, en dat die tendens sterker wordt naarmate de machtafstand tot die personen kleiner wordt.
In deze theorie wordt gesproken van een machtafstandvermeerderingstendens (MAV) respectievelijk een machtafstandreductietendens (MAR).